# الکساندر بردونسکی
الکساندر واسیلیوویچ بُردونسکی (روسی: Александр Васильевич Бурдонский؛ زادهٔ ۱۴ اکتبر ۱۹۴۱ - درگذشت ۲۴ مه ۲۰۱۷) یک کارگردان تئاتر اهل روسیه بود.
وی فرزند ارشد «واسیلی استالین» و نوهٔ «ژوزف استالین» بود که برای دوری گزیدن از ارتباط با دیکتاتور شوروی، نام‌خانوادگی مادرش را انتخاب کرده بود.
بُردونسکی چندین سال، مدیر «تئاتر مرکزی ارتش روسیه» در مسکو نیز بود.
او دانش‌آموختهٔ «آکادمی هنرهای نمایشی روسیه» بود و بابت فعالیت‌های هنری‌اش برندهٔ افتخارات و جوایز گوناگونی شده بود که از آن میان، می‌توان به نشانِ «هنرمند مردمی روسیه» و نشانِ «هنرمند برگزیدهٔ جمهوری شوروی فدراتیو سوسیالیستی روسیه» اشاره کرد.